# Sly Spy
Sly Spy: Secret Agent (Secret Agent en Japón y Sly Spy en EE. UU.) es un videojuego desarrollado y publicado en 1989 por Data East. El juego está ligeramente inspirado en James Bond.

## Objetivo
El objetivo del juego es derrotar a un grupo de terroristas que tienen secuestrada a la mujer del presidente de los EE. UU. y que planean lanzar un misil nuclear.

## Otras Versiones
El juego fue publicado por parte de Data East para Commodore C64 en Europa y Norteamérica en 1989, mientras que Ocean Software lo publicó en Amiga, Amstrad CPC, Atari ST y ZX Spectrum en 1990 exclusivamente en Europa.